# 福岡県道262号柄杓田大里線
福岡県道262号柄杓田大里線（ふくおかけんどう262ごう ひしゃくだだいりせん）は、福岡県北九州市門司区を通る一般県道である。

## 概要

### 路線データ
- 起点：北九州市門司区大字柄杓田
- 終点：北九州市門司区大里東口（大川橋交差点、国道3号交点）

## 路線状況

### 重複区間
- 福岡県道25号門司行橋線（北九州市門司区大字柄杓田・柄杓田交差点 - 北九州市門司区大字伊川・伊川交差点）

### 道路施設

#### 橋梁
- 大川橋（大川、北九州市門司区）

#### トンネル
- 石塚隧道：延長185 m、1938年（昭和13年）竣工、北九州市門司区（福岡県道25号門司行橋線重複区間内）
- 新石塚トンネル：延長251 m、1998年（平成10年）竣工、北九州市門司区（福岡県道25号門司行橋線重複区間内）

## 地理

### 通過する自治体
- 北九州市（門司区）

### 交差する道路
| 交差する道路                        | 交差する場所 | 交差する場所        |
| ----------------------------------- | ------------ | ------------------- |
| 福岡県道25号門司行橋線 重複区間起点 | 大字柄杓田   | 柄杓田交叉点        |
| 福岡県道25号門司行橋線 重複区間終点 | 大字伊川     | 伊川交差点          |
| 国道3号 国道10号 重複               | 大里東口     | 大川橋交差点 / 終点 |

### 交差する鉄道
- 山陽新幹線

### 沿線
- 柄杓田漁港
- 北九州市立柄杓田小学校